# Karl Heinz Schneider (Politiker)
Karl Heinz Schneider (* 27. Oktober 1917 in Friedberg-Fauerbach; † 12. Oktober 1991) war ein saarländischer Politiker (SPD).

## Leben
Schneider legte 1936 seine Reifeprüfung an der Augustinerschule Friedberg ab. Anschließend leistete er bis 1938 den Arbeits- und Wehrdienst ab. Nach einem Praktikum nahm er das Studium der Elektrotechnik an der TH Darmstadt auf, welches im August 1939 durch die erneute Einberufung zum Wehrdienst unterbrochen wurde. Mehrfach von Dienst beurlaubt konnte er seine Studien fortführen und 1944 die Diplomhauptprüfung ablegen. Am 1. Dezember 1938 erfolgte seine Aufnahme in die NSDAP (Mitgliedsnummer 7.037.477).
Nach dem Krieg war er ab 1946 bei der Oberpostdirektion Saarbrücken tätig. Er absolvierte 1948 die Große Staatsprüfung für den höheren bautechnischen Dienst beim Deutschen Postzentralamt in Rastatt und wurde zum Postassessor ernannt. Nach drei Jahren als Postrat wurde er 1953 Leiter des Fernsprechamtes Saarbrücken. Am 16. April 1955 schritt er gegen die illegale Telefonüberwachung von Oppositionellen und Journalisten durch die Sûreté ein. Presseberichte über die Abhöraktion führten zu öffentlichen Protesten. Als Reaktion wurde Schneider bereits zwei Tage später als Amtsleiter abgesetzt und an eine andere Dienststelle versetzt. Nach dem Beitritt des Saarlandes zur Bundesrepublik war er bei der Bundespost beschäftigt. Am 31. März 1958 schied aus dem Postdienst aus.
Von 1964 bis 1982 war er Direktor der Versorgungs- und Verkehrsgesellschaft Saarbrücken.
Bedeutendstes Projekt seiner Amtszeit war die Realisierung der Fernwärmeschiene Saar, die im Zuge der Energiekrise 1973 konzipiert wurde, um die Energieversorgung durch regionale Strukturen zu sichern. Die Vision war, Primärenergie – die immer teurer wird – einzusparen und durch die Nutzung von Kraft-Wärme-Kopplung und industrieller Abwärme zu ersetzen. Heute ist die Fernwärmeschiene Saar eines der größten regionalen Fernwärmeverbundsysteme in Deutschland.

## Politik
1953 trat Schneider der nicht zugelassenen Deutschen Sozialdemokratischen Partei bei, die später mit der SPD fusionierte. 1956 wurde er in den Saarbrücker Stadtrat gewählt. Ab April 1958 war er amtlicher Beigeordneter der Stadt Saarbrücken, danach bis 1964 Saarbrücker Bürgermeister.
1957 konnte er für Nikolaus Schreiner in den Landtag des Saarlandes nachrücken. Er gehörte dem Parlament bis zum Ende der Legislaturperiode 1961 an sowie erneut von 1965 bis 1975. Wenige Wochen nach seinem Ausscheiden aus dem Landtag wurde er mit dem Saarländischen Verdienstorden geehrt. Eine Verfassungsbeschwerde Schneiders beim Bundesverfassungsgericht zur saarländischen Abgeordnetenentschädigung führte im November 1975 zum so genannten Diäten-Urteil.